# Klaus Konrad (Politiker, 1965)
Klaus Konrad (* 10. Dezember 1965 in Ilz) ist ein österreichischer Politiker (SPÖ). Er war von 2005 bis 2010 Abgeordneter zum Steiermärkischen Landtag und von 2010 bis 2013 Mitglied des österreichischen Bundesrates.
Konrad besuchte fünf Jahre lang das Bundesrealgymnasium in Fürstenfeld und absolvierte in der Folge eine Stahlbauschlosserlehre. Danach arbeitete er als CNC-Facharbeiter, Weinbaufacharbeiter und medizinischer Masseur. Zudem bildete er sich an der Otto-Möbes-Akademie Graz und der Sozialakademie der Bundesarbeiterkammer Mödling mit Schwerpunkt Betriebs-Volkswirtschaft sowie Arbeits- und Sozialrecht weiter. Konrad ist beruflich als Betriebsrat tätig.
Politisch war Konrad als geschäftsführender Obmann der SPÖ Bezirksorganisation Fürstenfeld engagiert. Er ist zudem Gemeinderat und Gemeindekassier in Ilz. Von 2001 bis 2005 war er Mitglied des Gemeinderates der Marktgemeinde Ilz. Klaus Konrad vertrat die SPÖ von 2005 als Abgeordneter zum Steiermärkischen Landtag bis 2010. Dort hatte er die Funktion des Bereichssprechers für Tourismus inne.
Vom 21. Oktober 2010 bis 3. Dezember 2013 war Klaus Konrad Mitglied des Bundesrates.
Konrad ist seit 1998 verheiratet und Vater eines Sohnes und einer Tochter. Er lebt in Ilz. Sein Sohn ist ebenfalls politisch in der SPÖ aktiv.